# Kazimir Vilnis
Kazimir Vilnis, född 1907 i Nautrēni i guvernementet Vitebsk (nuvarande Lettland) död 1988 i Sverige, var en katolsk präst som verkade i Lettland och Sverige.
Kazimir Vilnis var under andra världskriget präst i Riga, där han hjälpte många judar undan nazisterna. År 1944 tvingades han fly till Sverige. Han var i Sverige aktiv bland lettiska flyktingar och en centralgestalt i de lettiska exilföreningarna. År 1948 blev han kyrkoherde i Eskilstuna, där han tog initiativ till inrätta en katolsk kyrka i en inköpt villabyggnad. 
År 1965 blev han kyrkoherde för katolska församlingen i Dalarna och först stationerad i Ludvika och senare i Falun. Han organiserade där en insamling, vilket ledde till att den nybyggda Den Gode Herdens kyrka kunde invigdes 1973. Kazimir Vilnis såg även till att Birgittasystrarna grundade ett kloster med gästhem i Falun och var den som byggde upp lägergården Vilnisgården med dess kapell i Sågmyra.
År 2008 tilldelades han postumt utmärkelsen Rättfärdig bland folken av israeliska staten.    